# 朱荣振
朱荣振（1999年5月19日—），生于山东省济南市章丘区，中国篮球运动员。朱荣振是中国男子篮球职业联赛（CBA）创立以来第一个没有CBA经验却入选国家队的球员。